# 全機率定理
全機率定理(Law of total probability)，假設{ Bn : n = 1, 2, 3, ... } 是一個概率空間的有限或者可數無限的分割（既 Bn为一完备事件组），且每个集合Bn是一个可测集合，则对任意事件A有全概率公式：
{\displaystyle \Pr(A)=\sum _{n}\Pr(A\cap B_{n})\,}
又因为
{\displaystyle \Pr(A\cap B_{n})=\Pr(A\mid B_{n})\Pr(B_{n}),}
此处Pr(A | B)是B发生后A的条件概率，所以全概率公式又可写作：
{\displaystyle \Pr(A)=\sum _{n}\Pr(A\mid B_{n})\Pr(B_{n}).\,}
全概率公式将对一复杂事件A的概率求解问题转化为了在不同情况或不同原因 Bn下发生的简单事件的概率的求和问题。

## 条件概率的期望值
在离散情况下，上述公式等于下面这个公式。但后者在连续情况下仍然成立：
{\displaystyle \Pr(A)=E(\Pr(A\mid N))}
此处N是任意随机变量。  
这个公式还可以表达为：
"A的先验概率等于A的后验概率的事前期望值。